# Thoracopygia loricata
Thoracopygia loricata är en kackerlacksart som beskrevs av Henri Saussure och Leo Zehntner 1895. Thoracopygia loricata ingår i släktet Thoracopygia och familjen jättekackerlackor.
Artens utbredningsområde är Madagaskar. Inga underarter finns listade i Catalogue of Life.